# Mjóitindur
Mjóitindur är en bergstopp i republiken Island. Den ligger i regionen Austurland, 400 km öster om huvudstaden Reykjavík. Toppen på Mjóitindur är 895 meter över havet.
Runt Mjóitindur är det mycket glesbefolkat, med 2 invånare per kvadratkilometer. Närmaste större samhälle är Neskaupstaður, omkring 12 kilometer öster om Mjóitindur. Trakten runt Mjóitindur består i huvudsak av gräsmarker.